# Moonshot AI
Moonshot AI (Moonshot; în chineză: 月之暗面; pinyin: Yuè Zhī Ànmiàn) este o companie de inteligență artificială (IA) cu sediul în Beijing, China. Din 2024, a fost considerată ca o companie „Tigru IA” din China de către investitori.

## Cadru
Compania a fost fondată în martie 2023 de Yang Zhilin, Zhou Xinyu și Wu Yuxin. A fost lansată la cea de-a 50-a aniversare a piesei The Dark Side of the Moon a lui Pink Floyd, acesta a fost albumul preferat al lui Yang și inspirația numelui companiei.
Moonshot a fost evaluată la 300 de milioane $ când a primit o finanțarea inițială de 60 de milioane $ și avea 40 de angajați.
În februarie 2024, Alibaba Group a inițiat o rundă de finanțare de 1 miliard $ pentru Moonshot, ceea ce i-a adus o evaluare de 2,5 miliarde $.
În iunie 2024, Moonshot a plănuit să intre pe piața din SUA. O persoană din interior a dezvăluit că Moonshot dezvolta produse pentru piața din SUA, inclusiv o aplicație de chat IA de jocuri de rol numită Ohai, precum și un generator de videoclipuri muzicale denumit Noisee. Apoi Moonshot a declarat că nu intenționează să dezvolte și să lanseze produse în străinătate.
În august 2024, Tencent și Gaorong Capital⁠(d) s-au alăturat ca investitori cu un total de sumă de 300 de milioane $ ceea ce a făcut ca Moonshot să fie evaluat la 3,3 miliarde $.
Alți investitori: HongShan⁠(d), Meituan, Xiaohongshu și ZhenFund⁠(d).

## Produse

### Kimi
În octombrie 2023, Moonshot a lansat primul său chatbot IA, Kimi, care și-a primit numele de la numele englezesc al lui Yang. A apărut ca cel mai apropiat rival al lui Ernie Bot⁠(d) de la Baidu.
În martie 2024, Moonshot a susținut că chatbotul Kimi putea gestiona 2 milioane de caractere chinezești la o singură solicitare, ceea ce era o actualizare semnificativă față de versiunea anterioară, care putea gestiona doar 200.000 de caractere. Din cauza numărului crescut de utilizatori, la 21 martie, Kimi a suferit o întrerupere timp de două zile, iar Moonshot a trebuit să își ceară scuze.
La 20 ianuarie 2025 a fost lansat Kimi 1.5. Moonshot a susținut că se potrivește cu performanța lui OpenAI o1⁠(d) în matematică, codare și capabilități de raționament multimodal.